# Abul

Rio Sado

Abul ist neben der Insel Ilha do Pessegueiro die einzige phönizische Handelsniederlassung, die an der portugiesischen Westküste entdeckt wurde. Sie liegt im Ästuar des Rio Sado, in der Nähe von Alcácer do Sal, im Distrikt Setúbal südöstlich von Setúbal.
Die seit den 1990er Jahren laufenden Grabungen erbrachten Grundrisse eines zweiphasigen Gebäudekomplexes. Der Mauerverlauf der ältesten Anlage konnte nicht festgestellt werden. In der zweiten Phase war eine Fläche von etwa 500 m² von einer 1,0 bis 1,5 m starken Mauer umgeben, an die kleinere Räume angrenzten. In ihrer Mitte lag ein wahrscheinlich überdachter Hof mit einem großen zentralen Gebäude von 7,4 × 7,7 m. In seinen Wänden waren jeweils etwa vier Meter breite Öffnungen, so dass nur die Eckbereiche geschlossen waren. Im Gegensatz zu den äußeren Mauern, die sämtlich aus unbehauenem Kalkstein bestanden, waren die Ecken des Zentralgebäudes aus grünem Schiefer errichtet.
F. Mayet und M. C. Tavares da Silva interpretieren diesen Gebäudekomplex als phönizischen Marktplatz. Lagerräume oder Läden umgaben einen Hof mit einer frei stehenden Halle, in der Geschäfte abgewickelt wurden.
In der zweiten Bauphase wurde der Komplex erweitert, wobei das Grundmuster bestehen blieb. In der Hallenmitte ist jetzt jedoch ein viereckiger Einbau von 1,4 × 1,25 m zu erkennen. Über der phönizischen Siedlung fand sich ein Abfallhaufen aus römischer Zeit, wie die Funde von Terra Sigillata Italica zeigen.
Die Niederlassung weist anhand von Keramikfunden Beziehungen zur Kolonie von Gades auf. Nach den Funden wurde der Gebäudekomplex in der ersten Hälfte des 7. Jahrhunderts v. Chr. gegründet und zu Beginn des 6. Jahrhunderts aufgegeben. Gefunden wurden vor allem Keramikfragmente, die für phönizische Plätze an der spanischen Süd- und der marokkanischen Atlantikküste typisch sind. Die Amphoren repräsentieren die vom 8. bis ins 6. Jahrhundert v. Chr. übliche Ware. Es fand sich auch Keramik mit charakteristischem roten Überzug, darunter breitrandige Teller.